# Piccolo cubicubottaedro
In geometria, il piccolo cubicubottaedro è un poliedro stellato uniforme avente 20 facce - 8 triangolari, 6 quadrate e 6 ottagonali - 48 spigoli e 24 vertici.

## Coordinate cartesiane
Le coordinate cartesiane per i vertici del piccolo cubicubottaedro sono date da tutte le permutazioni di:
{\displaystyle \left(\,\pm 1,\,\pm 1,\,\pm (1+{\sqrt {2}})\,\right).}

## Poliedri correlati
Il piccolo cubicubottaedro condivide la disposizione dei vertici con l'esaedro troncato stellato e quella delle facce con il rombicubottaedro, suo inviluppo convesso da cui si può ottenere per faccettazione, con cui condivide in particolare i vertici delle facce triangolari e di 6 facce quadrate, e con il piccolo rombiesaedro, con cui condivide i vertici delle 6 facce ottagonali.
| Rombicubottaedro | Piccolo cubicubottaedro | Piccolo rombiesaedro | Esaedro troncato stellato |

### Piccolo icositetraedro esacronico
Il piccolo icositetraedro esacronico è un poliedro isoedro non convesso, nonché il duale del piccolo cubicubottaedro, avente 24 facce intersecanti, tutte a forma di dardo, detto anche aquilone non convesso, come quella qua sotto riportata:
Dato un piccolo cubicubottaedro di spigolo pari a 1, immaginando il piccolo icositetraedro esacronico come composto da 24 facce intersecanti a forma di dardo, come riportato nella figura sottostante, di cui solo una parte visibile all'esterno del solido, le facce risultano avere una coppia di angoli interni di ampiezza pari a {\displaystyle \arccos({\frac {1}{4}}+{\frac {1}{2}}{\sqrt {2}})\approx 16,842\,116\,236\,30^{\circ }}, e due angoli di ampiezza pari a {\displaystyle \arccos({\frac {1}{2}}-{\frac {1}{4}}{\sqrt {2}})\approx 81,578\,941\,881\,85^{\circ }} e {\displaystyle 360^{\circ }-\arccos(-{\frac {1}{4}}-{\frac {1}{8}}{\sqrt {2}})\approx 244,736\,825\,645\,55^{\circ }}, mentre il rapporto tra le lunghezze delle due coppie di lati è pari a {\displaystyle 2-{\frac {1}{2}}{\sqrt {2}}\approx 1,292\,893\,218\,81}.